# Jean Girbeau
 (septembre 2008).
Si vous disposez d'ouvrages ou d'articles de référence ou si vous connaissez des sites web de qualité traitant du thème abordé ici, merci de compléter l'article en donnant les références utiles à sa vérifiabilité et en les liant à la section « Notes et références ».
Jean Girbeau est un évêque français né à Baixas (Pyrénées-Orientales) le 15 février 1870, et mort à Nîmes le 20 juin 1963. Il est évêque de Nîmes de 1924 à 1963.

## Biographie
Né dans une famille modeste originaire du village de Manresa en Espagne, Jean Justin Girbeau est ordonné prêtre le 12 juin 1894, il est ensuite remarqué pour sa charité et son humanité.
Fait évêque de Nîmes, Alès et Uzès, le 16 décembre 1924, il meurt le 20 juin 1963, à Nîmes.
Il est surtout connu pour la longueur de son mandat, d'autant plus qu'il est resté en poste à Nîmes et a résisté[évasif] à l'Occupation.
En 1941, il adresse aux fidèles du diocèse une lettre sur leur devoir qui est de collaborer avec la province dans son œuvre de restauration nationale.